# Vroutek
Vroutek település Csehországban, Lounyi járásban. Vroutek Blatno, Valeč, Podbořany, Petrohrad, Lubenec, Nepomyšl, Kryry és Očihov településekkel határos. Lakosainak száma 1858 fő (2024. január 1.).

## Népesség
A település lakosságának változását az alábbi diagram mutatja:
| Lakosok száma | 2670 | 3331 | 3221 | 2169 | 1942 | 1880 | 1880 | 1846 | 1790 | 1858 |
|               | 1869 | 1900 | 1921 | 1961 | 1980 | 2011 | 2016 | 2019 | 2021 | 2024 |